# Maurice Garden
Pour les articles homonymes, voir Garden.
Maurice Garden, né le 5 juillet 1935 à Moulins, est un historien moderniste français, spécialiste de démographie historique et d'histoire des villes, en particulier Lyon et Paris.
Professeur des universités à Lyon dans les années 1970, il occupe, à partir des années 1980, différentes fonctions au ministère de l'Éducation nationale.

## Biographie

### Carrière
Maurice Garden, né le 5 juillet 1935 à Moulins, est le fils de René Garden, technicien aux PTT, et de Lucienne Dubreuil. Après son baccalauréat, il poursuit ses études en hypokhâgne et en khâgne au lycée du Parc à Lyon avec notamment Gilbert Garrier, Yves Lequin et Pierre Goujon,. N'ayant pas réussi le concours d'entrée à l'École normale supérieure, il poursuit des études d'histoire à l'université de Lyon. Il réussit l'agrégation d'histoire en 1959.
D'abord professeur dans différents lycées, il entre au CNRS en 1965. Il soutient en 1969 sa thèse de doctorat, sous la direction de Pierre Léon. Comme Yves Lequin, Gilbert Garrier et d'autres, Maurice Garden fait partie des élèves de Pierre Léon, qui les suit de près et les encourage pendant leur thèse, après les avoir préparés à l'agrégation. Il leur enseigne une histoire économique et sociale qui se rattache à l'école des Annales. Comme le dit plaisamment Pierre Goubert, ils constituent « la bande à Léon ». En 1970, Maurice Garden devient professeur des universités à l'Université Lumière-Lyon-II.
En 1981, Maurice Garden est nommé conseiller au ministère de l'Éducation nationale puis au ministère de la Recherche en 1984. De 1988 à 1993, il est directeur scientifique des sciences humaines et sociales au ministère de l'enseignement supérieur. En 1993, il est nommé vice-chancelier des universités de Paris. Il est ensuite chercheur au CNRS puis professeur à l'École normale supérieure de Cachan, avant de retrouver en 1997 un poste au ministère de l'Education nationale.

### Historien des villes
La thèse de Maurice Garden est publiée en 1970, sous le titre Lyon et les Lyonnais au XVIIIe siècle. Il s'agit d'une étude démographique, où il décrit la croissance de la population lyonnaise, d'une analyse sociale des différents groupes qui composent cette population et d'une histoire des mentalités et des comportements collectifs,,. 
Maurice Garden est un des pionniers de la démographie historique en France. Dans les années 1970, il est aussi un des animateurs, avec Jean-Claude Perrot, Daniel Roche, Louis Bergeron, François Bédarida et Bernard Lepetit, du développement et du renouvellement de l'histoire urbaine en France à travers des méthodes et des questionnements nouveaux (hiérarchies urbaines, pratiques sociales et politiques urbaines, rôle de l'État, organisation de l'espace, fonctions urbaines). Il fait également partie des historiens qui fondent en France une histoire de la santé, dépassant les chroniques des grandes découvertes médicales. 
La thèse de Maurice Garden fait partie des grandes thèses d'histoire régionale des années 1960 et 1970, soutenues par une génération qualifiée de labroussienne. Toutefois, selon Christian Delacroix, Maurice Garden fait partie de « cette « génération labroussienne » [...] qui s'est ouverte à l'étude des « mentalités » et s'est démarquée d'une histoire économique « pure » et coupée du social ». Dans ses travaux, il pratique une histoire quantitative qui ne s'oppose pas à l'attention portée aux itinéraires individuels.

## Principales publications

### Ouvrages personnels
- Lyon et les Lyonnais au XVIIIe siècle, Paris, Les Belles-Lettres, coll. « Bibliothèque de la Faculté des Lettres de Lyon » (no 18), 1970, 772 p.[5],[6],[7],[14].

Réédition abrégée : Lyon et les Lyonnais au XVIIIe siècle, Paris, Flammarion, coll. « Science », 1975. Rééditions postérieures dans la collection Champs.
- Histoire économique d'une grande entreprise de santé : Le budget des hospices civils de Lyon, 1800-1976, Lyon, Presses universitaires de Lyon, 1980, 150 p. (ISBN 978-2-7297-0071-3, lire en ligne).
- Un historien dans la ville : Textes réunis par René Favier et Laurence Fontaine avec la collaboration de Patrice Bourdelais et Olivier Faure, Paris, Maison des Sciences de l'Homme, 2008, 422 p. (ISBN 978-2-7351-1219-7, OCLC 261966071, lire en ligne).

### Ouvrages collectifs
- Maurice Garden, Christine Bronnert et Brigitte Chappé, Paroisses et communes de France : Dictionnaire d'histoire administrative et démographique, vol. 5 : Rhône, Paris, Éditions du CNRS, 1978, 384 p. (ISBN 978-2-222-02226-8)
- Maurice Garden (dir.), Observation du changement social et culturel. Région lyonnaise, Lyon, Presses universitaires de Lyon, 1979, 178 p. (ISBN 9782729700515, lire en ligne).
- Maurice Garden, Guy Brunet et Alain Gros, Paysages et gens de l’Ain 1900 : Photographies de la Société d’émulation de l’Ain, Seyssel, Champ Vallon, 1980.
- Maurice Garden et Yves Lequin (dir.), Construire la ville XVIIIe – XXe siècles : Actes de la table ronde organisée avec l'aide de la DGRST et de la Mission de la Recherche Urbaine, Lyon, Presses universitaires de Lyon, 1983, 188 p. (ISBN 978-2-7297-0180-2, lire en ligne)[16].
- Maurice Garden et Yves Lequin (dir.), Habiter la ville XVe – XXe siècles : Actes de la Table ronde organisée avec l'aide de la D.G.R.S.T. et de la Mission de la Recherche Urbaine, Lyon, Presses universitaires de Lyon, coll. « Histoire et populations », 1985, 316 p. (ISBN 978-2-7297-0218-2, lire en ligne).
- Jacques Dupâquier et Maurice Garden (dir.), Histoire de la population française, vol. 3 : De 1789 à 1914, Paris, Presses Universitaires de France, 1988, 626 p. (ISBN 9782130419280, lire en ligne)[17].
- Jean-Luc Pinol et Maurice Garden, Atlas des Parisiens : De la Révolution à nos jours, Paris, Parigramme, 2009, 288 p. (ISBN 978-2-84096-618-0)[18].
- Jean-Luc Pinol et Maurice Garden, Seize promenades historiques dans Paris, Paris, Éditions du Détour, 2017, 272 p. (ISBN 979-10-97079-16-1, présentation en ligne).

## Décorations
Officier de l'ordre national du Mérite.
 Commandeur de l'ordre des Palmes académiques.